# Last Pizza Slice
Last Pizza Slice også kendt som LPS er et slovenisk band som har repræsenteret Slovenien i Eurovision Song Contest 2022 i Torino, med sangen "Disko" og kom på en 17. plads i semifinale 1 og de kvalificerede sig ikke til finalen.